# サンサン昆
サンサン昆（サンサンこん）は株式会社久原水産研究所が開発、製造、販売している栄養補助食品である。生の真昆布を主原料に液化したものでフコイダンやアルギン酸等が含まれる。

## 開発の経緯
海の磯やけの改善を目的で栽培された真昆布の有効利用を研究していた久原俊之氏が、褐藻類に含まれる粘性多糖類の一種であるフコイダンに着目し、2005年（平成17年）より当時の通商産業省管轄である中小企業庁の第一期　連携体構築支援事業にて『コンブの有効成分フコイダン等を用いた保健機能食品の研究並びに販路開拓を行う連携体の構築』として採択され、本商品の開発に成功した。

## 主な成分
3タイプのフコイダンU・F・G、アルギン酸、マグネシウム、カリウム、ナトリウムが主成分である。

## 特徴
長崎県産の真昆布を特許技術で液状化している。長崎県工業技術センターの分析により長崎県産の真昆布は北海道産昆布の1.5倍のフコイダンが含まれている事が判明した。